# Sun Fo
Sun Fo (ur. 21 października 1891 w Zhongshan, zm. 13 września 1973 w Tajpej) – chiński polityk, syn Sun Jat-sena i jego pierwszej żony Lu Muzhen.
Był członkiem lewicowego skrzydła Kuomintangu i w 1927 roku zasiadał w rządzie Wang Jingweia w Wuhanie. Po objęciu kierownictwa Kuomintangu przez Czang Kaj-szeka został odsunięty na drugorzędne pozycje. Po frondzie Hu Hanmina i środowiska kantońskiego przeciwko Czangowi Sun Fo został 28 grudnia 1931 roku premierem Republiki Chińskiej, jednak już 28 stycznia 1932 roku utracił to stanowisko po wywołanym incydentem mukdeńskim porozumieniu pomiędzy Czangiem a Wang Jingweiem.
Od 26 listopada 1948 do 12 marca 1949 ponownie piastował urząd premiera. Po objęciu prezydentury przez Li Zongrena stanął na czele utworzonego w Nankinie Komitetu na Rzecz Pokoju, prowadzącego rokowania z komunistami.
Po zwycięstwie komunistów w wojnie domowej wyjechał do USA, a w 1964 roku osiadł na Tajwanie.